# Сибирь (Унинский район)
Сибирь — деревня в Унинском районе Кировской области.

## География
Располагается на расстоянии примерно 10 км по прямой на северо-запад от райцентра поселка Уни.

## История
Известна с 1873 года как деревня Печкезцы (Печькез большой или  Сибирь), в которой отмечено дворов 35 и жителей 470, в 1905 56 и 570, в 1926 56 и 325 (319 удмурты), в 1950 103 и 395, в 1989 году проживало 272 человека. Настоящее название утвердилось с 1950 года. В советское время работал совхоз «Труженик». Состоит из двух бывших деревень: Нижняя Сибирь и Верхняя Сибирь, которые в 1963 году были объединены в один населенный пункт. В связи с ликвидацией в 1983 году деревни Чугай большинство ее жителей переехали в Сибирь на улицу Школьную. До 2021 года входила в состав Астраханского сельского поселения до его упразднения.

## Население
Постоянное население  составляло 286 человек (русские 26%, удмурты 74%) в 2002 году, 258 в 2010.